# Moriarty
Moriarty – miasto w stanie Nowy Meksyk w Stanach Zjednoczonych. Zajmuje powierzchnię 12,4 km² i ma 1765 mieszkańców (dane z 2000 roku).
Niektóre sceny z filmu Pierwszy śnieg nagrywano w tym mieście.

## Demografia
1765 mieszkańców, 668 gospodarstw domowych i 478 rodzin (dane z 2000 roku). Na 100 kobiet powyżej 18 roku życia przypada 83,5 mężczyzn. Średnia wieku to 26 lat. Średni dochód gospodarstwa domowego w mieście $26 983, a na całą rodzinę $34 444.
Średni dochód na mężczyznę to $26 573, a na kobietę $19 519.
Skład etniczny
- Biali 73,54%,
- Afroamerykanie 0,62%,
- Rdzenni amerykanie 2,49%,
- inne 23%

Grupy wiekowe:
- 0 - 18 lat: 33,6%
- 18 – 24 lat: 7,4%
- 25 – 44 lat: 28,3%
- od 45 wzwyż:  30,8%